# Velîkomîhailivka, Pokrovske
Velîkomîhailivka (în ucraineană Великомихайлівка) este localitatea de reședință a comunei Velîkomîhailivka din raionul Pokrovske, regiunea Dnipropetrovsk, Ucraina.

## Demografie
Componența lingvistică a localității Velîkomîhailivka
     Ucraineană (95,01%)
     Rusă (4,53%)
     Alte limbi (0,46%)
Conform recensământului din 2001, majoritatea populației localității Velîkomîhailivka era vorbitoare de ucraineană (95,01%), existând în minoritate și vorbitori de rusă (4,53%).